# Renia tilosalis
Renia tilosalis là một loài bướm đêm trong họ Noctuidae.